# Derecho penal
El derecho penal es el análisis precavido de leyes y una rama del derecho público que regula la potestad punitiva (ius puniendi), es decir que regula la actividad criminal dentro de un Estado. El derecho penal asocia a la realización de determinadas conductas, llamadas comúnmente delitos, penas y medidas de seguridad como consecuencias jurídicas. El Derecho Penal es una agrupación de normas que regulan los tres pilares del debido proceso, con la finalidad principal de la aplicación de las leyes de fondo, o derecho sustancial.
Se entiende por derecho penal a la rama del Derecho que "se encarga de normar y concebir las capacidades punitivas", es decir, de castigo, que se reserva el Estado para aquellos que violentan las normas de convivencia o de conducta, siempre a partir de un principio de proporcionalidad y de imparcialidad. Cuando se habla de derecho penal, se hace uso del término con diferentes significados, de acuerdo con aquello a lo que se desee hacer referencia; de tal manera, puede hablarse por una parte de un Derecho penal sustantivo y, por otro lado, del Derecho penal adjetivo o procesal penal.[cita requerida]
El primero de aquellos está constituido por lo que generalmente se le reconoce como código penal o leyes penales de fondo, que son las normas promulgadas por el Estado, que establecen los delitos y las penas, mientras que el derecho procesal penal es el conjunto de normas destinadas a establecer el modo de aplicación de las mismas.[cita requerida]

## Definiciones
El «Derecho penal es la parte del derecho compuesta por el conjunto de normas dotadas de sanción retributiva. Esta definición corresponde a lo que suele llamarse derecho penal sustantivo o material, por oposición al derecho penal adjetivo o formal, esto es, al conjunto de normas que regulan el procedimiento penal.» 
El Derecho penal es el saber jurídico que establece los principios para la creación, interpretación y así ejecutar la aplicación de las leyes penales (aun a los casos privados); propone a los jueces un sistema orientador de sus decisiones, que contiene y reduce el poder punitivo para impulsar el progreso del Estado constitucional de derecho.
Entre otras definiciones se pueden citar las de algunos doctrinarios, tales como:
- Franz von Liszt: «Conjunto de reglas jurídicas establecidas por el Estado, que asocian el crimen como hecho, a la pena como legítima consecuencia».[cita requerida]

- Ricardo Nuñez Muñoz: «La rama del Derecho que regula la potestad pública de castigar, estableciendo lo que es punible y sus consecuencias, y aplica una sanción o una medida de seguridad a los autores de infracciones punibles».[cita requerida]

- Luis Jiménez de Asúa: «Conjunto de normas y disposiciones jurídicas que regulan el ejercicio del poder sancionador y preventivo del Estado, estableciendo el concepto de delito como presupuesto de la acción estatal, así como la responsabilidad del sujeto activo, y asociando a la infracción de la norma una pena finalista o una medida aseguradora».[cita requerida]

- Fontán Balestra: «Rama del ordenamiento jurídico que contiene las normas impuestas bajo amenaza de sanción».[cita requerida]

- Cándido Herrero: «Conjunto de normas jurídicas establecidas por el Estado, que definen las conductas delictivas y las penas o medidas de seguridad que hay que aplicar a sus infractores».[cita requerida]

- Mayker E. Correa M.: «Serie de normas establecidas por el estado que tiene como objetivo dar a conocer y sancionar las conductas delictivas de los autores como medida de seguridad y así proteger a la sociedad de mentes criminales».[cita requerida]

- Yosmery Primera: «Son reglas impuestas para determinar un hecho delictivo y sus consecuencias».[cita requerida]

- Eugenio Raúl Zaffaroni: «Conjunto de leyes que traducen normas tuitivas de bienes jurídicos y que precisan su alcance, cuya violación se llama delito e importa una coerción jurídica particularmente grave, que procura evitar nuevas violaciones en el derecho».[cita requerida]

- Santiago Antonio Gutierrez Leiva: «Es un sistema compuesto de normas jurídicas penales codificadas o no que describen conductas tipificada como delito el cual es imputable a delincuentes con una sanción penal y ejecución de la pena pero también a inimputables con medidas de seguridad».[cita requerida]

- Claus Roxin: «El Derecho penal se compone de la suma de todos los preceptos que regulan los presupuestos o consecuencias de una conducta conminada con una pena o con una medida de seguridad y corrección».[cita requerida]

El Derecho penal no se reduce al listado de las conductas consideradas delitos y la pena que a cada uno corresponde, sino que principalmente su misión es proteger a la sociedad. Esto se lograría a través de medidas que por un lado conducen a la separación del delincuente peligroso por el tiempo necesario, a la par que se reincorpora al medio social a aquellos que no lo son mediante el tratamiento adecuado en cada caso para lograr esta finalidad. Así pues, el Derecho penal se puede definir como el conjunto de normas que pertenecen al ordenamiento jurídico de determinado estado y cuyo propósito primordial es regular conductas punibles, consideradas como delitos, con la aplicación de una pena.[cita requerida]
El derecho penal comprende la creación y el estudio de las leyes penales aquellas que contemplan justamente lo que es y lo que no es un delito, así como el acompañamiento y orientación de las decisiones judiciales en la materia. Pero no solo eso, sino también los mecanismos con los que la sociedad se protege a sí misma y la filosofía que existe detrás del castigo y/o la reclusión, esta rama jurídica pertenece al derecho subjetivo.

## Relación con otras ramas del Derecho
Si bien el Derecho es un todo, en el cual es imposible escindir totalmente unas normas de otras, por cuestiones didácticas, pedagógicas, y también prácticas a la hora de su aplicación, se lo divide en diferentes ramas. Con cada una de ellas el Derecho penal tiene vinculaciones:
- Derecho constitucional: La Constitución de cada Estado es la que fija las bases y los límites a los que el Derecho penal deberá sujetarse (limitaciones al ius puniendi), con principios como el de presunción de inocencia, debido proceso, entre otros.
- Derecho civil: Muchas de las nociones que se utilizan en el Derecho penal provienen o son definidas en el derecho civil. Para que haya adulterio, por ejemplo, debe haber matrimonio, y este es un concepto civil; o para que haya robo, debe haber propiedad.
- Derecho mercantil: Sucede lo mismo que en el caso anterior. Podemos ejemplificar con el delito de estafa con cheque, para lo cual es necesario tomar del derecho comercial el concepto de cheque.
- Derecho administrativo: Por una parte, el Derecho penal protege la actividad administrativa sancionando las conductas que atentan contra su debido funcionamiento; por otra, generalmente, el hecho de revestir el autor del delito autoridad administrativa agrava la pena. Luego, el ejercicio de la persecución penal, al estar a cargo de órganos administrativos, acerca también a estas dos ramas del derecho. Por último, cuando los órganos administrativos imponen sanciones, se ha entendido que los principios y garantías del Derecho penal son también aplicables en el ejercicio de esta jurisdicción, aunque con carácter.

## Relación con otras ciencias penales
El jurista Jiménez de Asúa clasificó las ciencias penales en las siguientes disciplinas, estando encuadrado el Derecho penal en las ciencias jurídico-represivas:
- Ciencias penales filosóficas e históricas: Filosofía del Derecho Penal, Historia del Derecho Penal y Legislación penal comparada.

- Ciencias causal-explicativas, que identificó con la criminología: antropología y biología criminal, psicología criminal, sociología criminal y penología.

- Ciencias jurídico-represivas: Derecho penal, Derecho procesal penal, Derecho penitenciario y política criminal.

- Ciencias de la pesquisa: criminalística y policía judicial científica.

- Ciencias auxiliares:  estadística criminal, medicina legal y psiquiatría forense.

- La teoría de la justa retribución: En coincidencia con Immanuel Kant, tampoco Friedrich Hegel reconoce finalidades de prevención, como el mejoramiento y la intimidación, como fines de la pena.[cita requerida]

## Evolución histórica
Cada sociedad, históricamente, ha creado —y crea— sus propias normas penales, con rasgos y elementos característicos según el bien jurídico que en cada caso se quiera proteger.[cita requerida]

### Tabú y venganza privada
En los tiempos primitivos no existía un Derecho penal estructurado, sino que había toda una serie de prohibiciones basadas en conceptos mágicos y religiosos, cuya violación traía consecuencias no solo para el ofensor sino también para todos los miembros de su familia, clan o tribu.[cita requerida]
Cuando se responsabilizaba a alguien por la violación de una de estas prohibiciones (tabú), el ofensor quedaba a merced de la víctima y sus parientes, quienes lo castigaban causándole a él y su familia un mal mayor. No existía relación alguna entre la ofensa y la magnitud del castigo sobre la persona humana.[cita requerida]

### La ley del talión
Las primeras limitaciones a la venganza como método de castigo surgen con el Código de Hammurabi, la Ley de las XII Tablas y la Ley Mosaica, que intentan establecer una primera proporcionalidad entre el daño producido y el castigo. Es el famoso «ojo por ojo, diente por diente».[cita requerida]
En los casos en que no existía daño físico, se buscaba una forma de compensación física, tal cual se llevaban a cabo, por ejemplo, que al autor de un robo se le cortaba la mano.[cita requerida]
A esta misma época corresponde la aparición de la denominada composición, consistente en el reemplazo de la pena por el pago de una suma millonaria , por medio de la cual la víctima renunciaba a la venganza.[cita requerida]
En la actualidad,[¿cuándo?] se está introduciendo la remisión de la pena a cambio de servicios a la comunidad.[cita requerida]

### Derecho romano
El extenso período que abarca lo que habitualmente denominamos Derecho romano puede ser básicamente dividido en épocas, acorde al tipo de gobierno que cada una de ellas tuvo. A partir de la Ley de las XII Tablas se distinguen los delitos públicos («crímenes») de los delitos privados («delitos», en sentido estricto). Los primeros eran perseguidos por los representantes del Estado en interés de este, en tanto que los segundos eran perseguidos por los particulares en su propio interés. Es de destacar que la ley de las XII tablas no establecía distinciones de clases sociales ante el derecho.
Con el correr del tiempo los delitos privados pasan a ser perseguidos por el Estado y sometidos a pena pública.
Una de la peores penas era la capitis deminutio maxima o incapacidad de derecho de una persona.
Durante la época de la República, solo van quedando como delitos privados los más leves. El Derecho penal romano comienza a fundarse en el interés del Estado, reafirmándose de este modo su carácter público.
Esta característica se ve claramente en la época del Imperio. Los tribunales actuaban por delegación del emperador; el procedimiento extraordinario se convirtió en jurisdicción ordinaria en razón de que el ámbito de los crímenes contra la majestad del imperio se fue ampliando cada vez más. Con el desarrollo del período imperial no se tratará ya de tutelar públicamente intereses particulares, sino de que todos serán intereses públicos. La pena en esta etapa recrudece su amor
.

### Edad Media

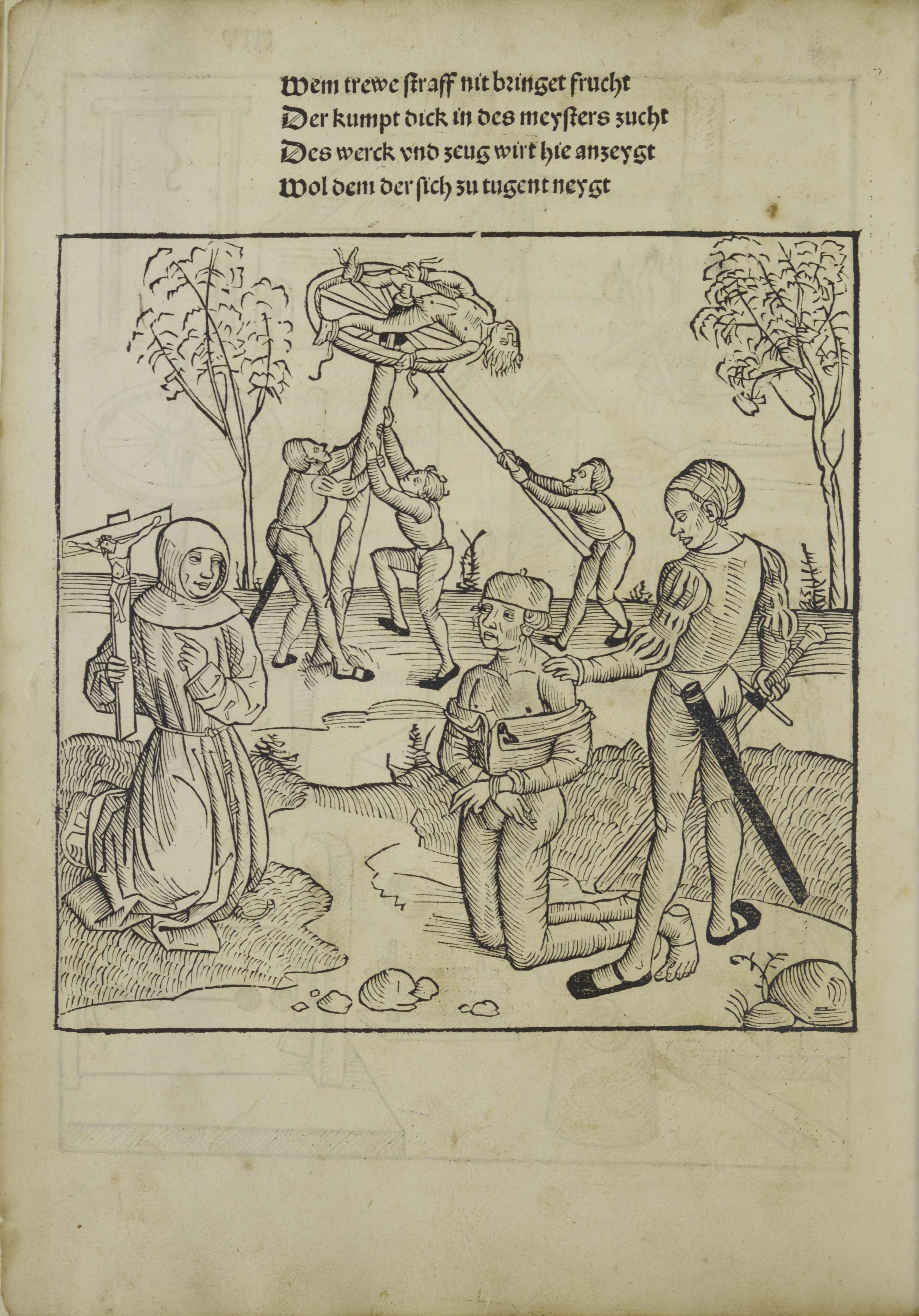
Blatt 40^{v}Constitutio Criminalis Bambergensis, 1507.

La edad media: durante la edad media desaparece el Imperio romano, y con él la unidad jurídica de Europa.
Las invasiones de los bárbaros trajeron costumbres jurídico-penales diferentes, contrapuestas muchas de ellas a los principios del derecho del Imperio romano.
A medida que el señor feudal fortalece su poder, se va haciendo más uniforme el derecho, como fruto de la unión del antiguo derecho romano y de las costumbres bárbaras.
Así cobra fuerza el derecho canónico, proveniente de la religión católica que se imponía en Europa por ser la religión que se había extendido junto con el Imperio romano.
El derecho canónico que comenzó siendo un simple ordenamiento disciplinario crece y su jurisdicción se extiende por razón de las personas y por razón de la materia. llegando a ser un completo y complejo sistema de derecho positivo.
El delito y el pecado (se homologaban) representaban la esclavitud y la pena la liberación; es fruto de esa concepción el criterio tutelar de este derecho que va a desembocar en el procedimiento inquisitorial.
Se puede destacar que el derecho canónico institucionalizó el derecho de asilo, se opuso a las ordalías y afirmó el elemento subjetivo del delito.
Es muy debatido si se distinguía el delito del pecado, pero la mayoría de los autores coinciden en que aunque haya existido una distinción teórica, en la práctica la misma se desvanecía. Basta con mencionar algunos de los actos que se consideraban delitos: la blasfemia, la hechicería, el comer carne en cuaresma, el suministro, tenencia y lectura de libros prohibidos, la inobservancia del feriado religioso, etc.

#### Los glosadores y los postglosadores
Con la concentración del poder en manos de los reyes, y la consiguiente pérdida del mismo por parte de los señores feudales, se sientan las bases de los Estados modernos.
Se produce entonces el renacimiento del derecho romano. En las universidades italianas, principalmente, se estudia este derecho, como también las instituciones del Derecho Canónico y del derecho germano.
Los glosadores avanzan sobre el derecho romano a través del Corpus Iuris de Justiniano, recibiendo su nombre por los comentarios (glosas) que incluían en los textos originales.
Los postglosadores ampliaron el campo de estudio, incluyendo también las costumbres (derecho consuetudinario).

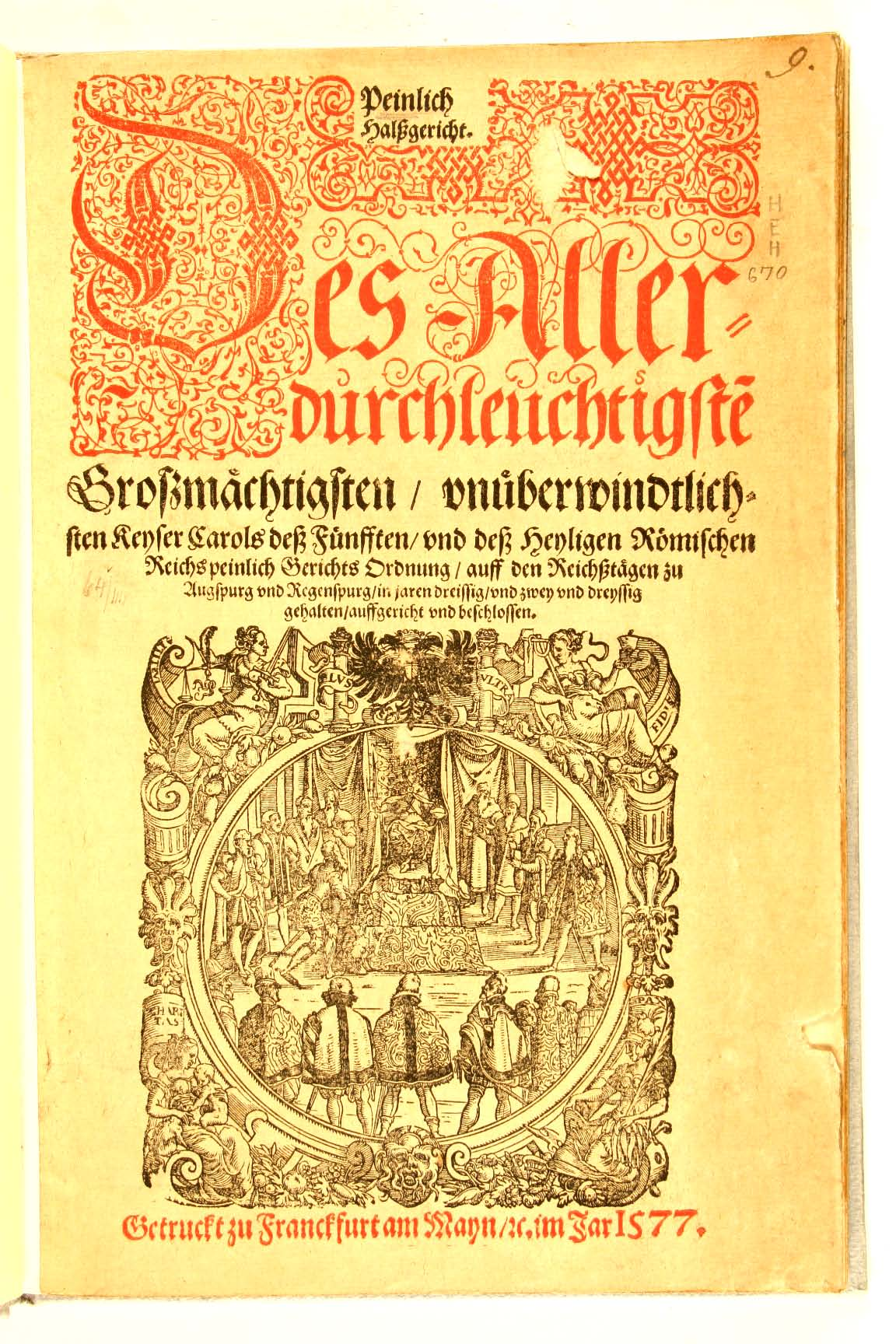
Constitutio Criminalis Carolina. Imprint: Fráncfort del Meno. J. Schmidt. Verlegung Sigmund Feyrabends, 1577.

fue la conectividad constructiva del derecho penal

#### Las Partidas
Las Siete Partidas de Alfonso el Sabio constituyen un código aparecido entre los años 1256 y 1265, que ejerció luego una enorme influencia en la legislación general. Las disposiciones penales de las Partidas se encuentran en la partida VII, completándose con numerosas disposiciones procesales atinentes a lo penal contenidas en la Partida III.
Queda definitivamente consagrado el carácter público de la actividad represiva, y se establece que la finalidad de la pena es la expiación, es decir, la retribución del mal causado, como medio de intimidación, para que el hecho no se repita.
Se distingue conforme con la influencia del derecho romano el hecho cometido por el inimputable (por ejemplo, el loco, el furioso, el desmemoriado y el menor de diez años y medio, sin perjuicio de las responsabilidades en que incurran los parientes por su falta de cuidado). Distinguida así la condición subjetiva para la imputación, estableciéndose que a tales sujetos no se les puede acusar, queda firmemente fijado el sentido subjetivo de esta ley penal, la cual, en este terreno, traza nítidas diferencias entre la simple comisión de un hecho y su comisión culpable.
Contiene también, especialmente en el homicidio, la diferencia entre el hecho doloso, el culposo y el justificado.
Se prevén ciertas formas de instigación, de tentativa y complicidad.

#### La Carolina
En 1532, Carlos V sancionó la Constitutio Criminalis Carolina u Ordenanza de Justicia Penal que, si bien no era obligatoria para los señores feudales en sus territorios, igualmente sustentó el Derecho penal común alemán.[cita requerida]
Tipificaba delitos tales como la blasfemia, la hechicería, la sodomía, la seducción, el incesto y otros, y las penas variaban entre el fuego, la espada, el descuartizamiento, la horca, la muerte por asfixia, el enterramiento del cuerpo vivo, el hierro candente y la flagelación.[cita requerida]
La Carolina es un código penal, de procedimiento penal y una ley de organización de tribunales. En realidad no tiene un verdadero método, sino que es una larga y compleja enumeración de reglamentaciones que admite la analogía y la pena de muerte, cuya agravación en diversas formas admite, y muestra claramente que el objeto principal de la pena es la intimidación.[cita requerida]
Su importancia radica en la reafirmación del carácter estatal de la actividad punitiva. Por otra parte, desaparece definitivamente el sistema composicional y privado, y la objetividad del derecho germánico, con la admisión de la tentativa.[cita requerida]

### Derecho penal liberal

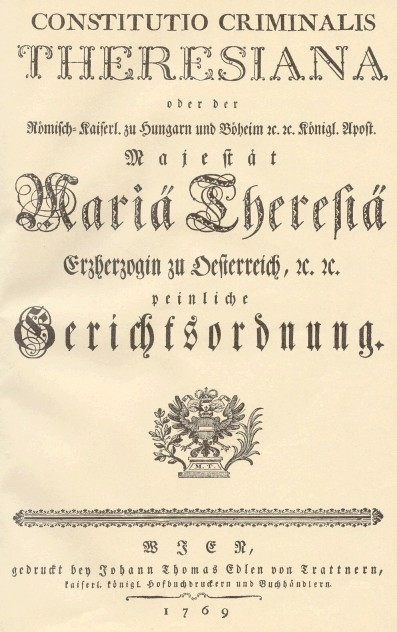
Constitutio Criminalis Theresiana, 1768.

César Bonesana (Cesare Beccaria) fue el autor de De los delitos y las penas (1764), considerada la obra más importante del Iluminismo en el campo del Derecho penal.[cita requerida]
La pretensión de Beccaria no fue construir un sistema de Derecho penal, sino trazar lineamientos para una política criminal.[cita requerida]
Según Jiménez de Asúa, «Beccaria fue el primero que se atrevió a escribir en forma sencilla, en italiano, en forma de opúsculo, y concebido en escuetos silogismos y no en la de aquellos infolios en que los prácticos trataban de resumir la multiplicidad de las leyes de la época. Sobre todo, Beccaría es el primero que se atreve a hacer política criminal, es decir, una crítica de la ley».[cita requerida]
Sin embargo, no se puede dejar de mencionar en la misma línea a Montesquieu, a Marat y a Voltaire, este último uno de los más importantes difusores de la obra de Beccaria.[cita requerida]
Beccaria parte de los presupuestos filosóficos imperantes de la época (el contrato social, de Rousseau) como origen de la constitución de la sociedad y la cesión de mínimos de libertad a manos del Estado y su poder punitivo para la conservación de las restantes libertades.[cita requerida]
La crítica surgida del libro de Beccaria conduce a la formulación de una serie de reformas penales que son la base de lo que conocemos como Derecho penal liberal, resumido en términos de humanización general de las penas, abolición de la tortura, igualdad ante la Ley, principio de legalidad, proporcionalidad entre delito y pena, etcétera.[cita requerida]

### Escuela clásica o liberal
El primer representante de esta «escuela» es Francisco Carmignani. Su obra «Elementos de Derecho Criminal» propone un sistema de Derecho penal derivado de la razón, siendo uno de los primeros en trazar un sistema científico del Derecho penal en lengua no germana.
Siguiendo a Carmignani, pero superándolo, aparece en el escenario de la escuela liberal Francesco Carrara, conocido como «el Maestro de Pisa». En su Programma del Corso di Diritto Criminale (1859) la construcción del sistema de Derecho penal alcanza picos de depuración técnica, tanto que cuando muere Carrara se empieza a visualizar el proceso de demolición del Derecho penal liberal.

### Positivismo
Ante los avances de la ciencia y el afán por superar el Estado liberal no intervencionista, buscando afrontar su ineficacia respecto al nuevo crecimiento de la criminalidad, nace el positivismo.
Su idea es que la lucha contra la criminalidad debe hacerse de una forma integral permitiendo la intervención directa del Estado.
Las mayores críticas contra los autores positivistas radican en el olvido de las garantías individuales, ya que su foco es la peligrosidad social del delincuente.

#### La escuela positivista italiana
Su fundador fue César Lombroso, quien cambió el enfoque del delito como ente jurídico para dirigirlo hacia el delincuente como hecho observable. Lombroso escribió L’uomo delinquente en 1876, colocando al delincuente como fenómeno patológico, respecto del cual sostiene la existencia de una predisposición anatómica para delinquir, por lo que afirma la existencia de un delincuente nato por una malformación en el occipital izquierdo.[cita requerida]
Para Lombroso, el que delinque es un ser que no ha terminado su desarrollo embriofetal.[cita requerida]
Lombroso no era un jurista, por lo que Enrico Ferri será quien le dé trascendencia jurídica a las teorías de Lombroso. Ferri rotula como ‘delincuente nato’ al ‘uomo delinquente’ de Lombroso.
El punto central de Ferri es que para su positivismo el delito no es la conducta de un hombre, sino el síntoma de un mecanismo descompuesto. El delito es síntoma de peligrosidad, por ello la medida de la pena está dada por la medida de la peligrosidad y no del acto ilícito.
Con el ‘estado peligroso sin delito’ se quiso limpiar la sociedad de vagos, alcohólicos y todo aquel que demostrara peligrosidad predelictual.
Con Rafael Garófalo se completa el trío positivista italiano, y con él queda demarcada la tesis de ‘guerra al delincuente’. Con él surge la idea de un ‘delito natural’, ya que las culturas que no compartían las pautas valorativas europeas eran tribus degeneradas que se apartaban de la recta razón de los pueblos superiores, y que eran a la humanidad lo que el delincuente a la sociedad. El delito natural sería el que lesione los sentimientos de piedad y justicia, que eran los pilares de la civilización occidental.

### Otros positivistas
Dentro del positivismo pueden citarse también otras posiciones, como las escuelas alemanas (Von Liszt y su positivismo criminológico, y Binding y su positivismo jurídico).
Franz von Liszt ocupó todas las áreas académicas que consideraba lindantes con el delito y formuló lo que llamó "ciencia total del Derecho penal", en la que incluye al Derecho penal de fondo, el derecho procesal penal, la criminología y la política criminal, entre otras ramas.[cita requerida]
Para von Liszt, el Derecho penal es ‘la carta magna del delincuente’. Es decir, no protege al orden jurídico ni a la comunidad, sino al sujeto que ha obrado contra ella. Dispone para él el derecho a ser castigado sólo si concurren los requisitos legales y dentro de los límites establecidos por la ley.[cita requerida]
Von Liszt adjudica a la pena, y como parte de un Estado intervencionista, un fin preventivo especial, rechazando el retribucionismo. Tal prevención tiene, a su juicio, un triple contenido: corrección de los delincuentes corregibles y necesitados de mejora, no intervención en caso de delincuentes no necesitados de mejora y la inoculización de los delincuentes no susceptibles de mejora o incorregibles. Defiende así la pena indeterminada. En todo caso, ya admite la doble vía penal: penas más medidas de seguridad.[cita requerida]
Karl Binding, con su positivismo jurídico, desarrolló la teoría de las normas, donde afirma que el delincuente no viola la ley penal sino que la cumple, lo que viola es la norma prohibitiva u ordenatoria que subyace dentro de la norma penal.[cita requerida]

### La crisis del positivismo jurídico
El Positivismo entra en crisis desde finales del XIX, surgiendo nuevos movimientos doctrinales, entre ellos el Neokantismo y el Finalismo.
Neokantismo de Edmund Mezger: en él se encuadran 2 direcciones distintas: la Escuela de Marburgo y la Escuela Sudoccidental Germana.
La crítica básica del Neokantismo al Positivismo es la insuficiencia de su concepto de ciencia. El método de las Ciencias Naturales solo da un conocimiento parcial, pues solo determina aquello que se repite. Es necesario añadir las ciencias del espíritu y otras clases de métodos distintos a los científicos naturales. Es necesario referir los datos de la realidad a los valores de una comunidad, lo que se hace a través de las Ciencias de la Cultura, entre ellas el Derecho.
Ha sido la base para el gran desarrollo de la dogmática penal al delimitar con claridad qué es lo que le correspondía estudiar a la ciencia del Derecho penal.

### Finalismo
El renacimiento del derecho natural en los primeros años de la segunda posguerra mundial, era un necesario volver a fundar el Derecho penal en límites precisos y garantistas.
La más modesta de todas las nuevas versiones de la doctrina del derecho natural fue la de Hans Welzel con su teoría de las estructuras lógico-objetivas. Se trataba de un derecho natural en sentido negativo: no pretendía decir cómo debería ser el derecho, sino solo lo que no era derecho. A diferencia del neokantismo, para el cual el valor era lo que ponía orden en el caos del mundo y lo hacía disponible, para el ontologismo welzeliano el mundo tiene varios órdenes a los que el legislador se vincula por las estructuras lógicas de la realidad. Según Welzel, cuando se las ignora o quiebra, el derecho pierde eficacia, salvo que quiebre la que lo vincula a la estructura del ser humano como persona, en cuyo caso deja de ser derecho.

## Delito
El delito es un comportamiento de voluntad propia o establecido por imprudencia que resulta contrario a lo establecido por la ley. Por lo tanto, implica una violación de las normas vigentes, lo que hace que merezca un castigo o pena. En el sentido judicial , es posible distinguir entre delito civil (acción por dañar a un tercero) y el delito penal (tipificado y castigado por la ley penal correspondiente).
Asimismo, existe una gran variedad de tipos de delito y cada una se castiga a través del órgano correspondiente, según lo establece la ley y, según el tipo de gravedad o daño infligido, se le dictará la respectiva sentencia.[cita requerida]
Desde el punto de vista de Derecho penal, la definición del delito tiene un carácter descriptivo y formal. Además, corresponde a una concepción dogmática, cuyas características esenciales solo se obtienen de la ley.[cita requerida]
De conformidad con lo anterior, en la mayoría de los ordenamientos herederos del sistema continental europeo se acostumbra definirlo como una "acción típica, antijurídica y culpable, eventualmente punible" o más precisamente, en palabras de Luis Jiménez de Asúa, «toda acción u omisión o comisión por omisión, típicamente antijurídica y correspondientemente imputable al culpable, siempre y cuando no surja una causal de exclusión de la pena o el enjuiciable sea susceptible de la aplicación de una medida de seguridad».
Sin embargo, aunque hay un cierto acuerdo respecto de su definición, no todos le atribuyen el mismo contenido. Así son especialmente debatidas las relaciones entre sus diversos elementos y los componentes de cada uno de ellos (discusiones que se realizan al interior de la llamada teoría general del delito).

### Teoría del delito
Para Josué Fossi, la constatación de un hecho punible es una situación compleja referida a un conjunto de hechos separables pero que forman una unidad. Constatar si determinado comportamiento es jurídico-penalmente relevante es de manera amplia establecer que hubo un comportamiento empíricamente observable, a través del cual se produjo un resultado (o se intentó alcanzarlo) y que ese resultado puede ser imputado a una persona. Esta secuencia solo es posible por medio de una teoría del delito que dé cuenta primero de la acción (u omisión) verificada en el mundo exterior, que se constate la lesividad del resultado y que exista la posibilidad de atribuir los dos elementos anteriores a una persona con capacidad de culpabilidad.
Es un instrumento conceptual útil para realizar una aplicación racional de la ley penal al caso concreto (Bacigalupo). Se le atribuye una doble función: por un lado, mediar entre la ley penal y el caso concreto. Por otro lado, mediar entre la ley penal y los hechos materiales que son objeto de juicio. Para Bacigalupo, se trata de una teoría de la aplicación de la ley penal, ya que primero debemos verificar que una conducta humana (acción) se adecua a la descripción realizada por el tipo (tipicidad), luego que la misma no esté autorizada ni que goce de un permiso por el ordenamiento jurídico (antijuricidad). Y por último, comprobar que el autor posee las condiciones personales para imputarle dicha conducta (culpabilidad).
Esta es una construcción doctrinal, surgida a fines del siglo XIX. Comienza en Alemania (con los planteamientos de von Lizt, quien adopta este sistema para poder enseñar Derecho penal a sus alumnos) y luego se difunde por toda Europa en países tales como Italia, España, Portugal, Grecia.
Luego es acogida en América Latina por la influencia española, pero países como Corea y Japón no adoptan este sistema.
La teoría del delito es creada por la dogmática alemana con el propósito de entregar seguridad jurídica para resolver un caso concreto y además establecer una pena justa y proporcionada. Se trata de un sistema categorial por niveles que permite saber cuándo un determinado hecho (delito) puede asociarse con una pena:
Elementos:
- Conducta (acciones y omisiones). Es un conjunto de reglas que tiene por objeto ordenar y garantizar la vida en sociedad de la persona humana.
- Tipicidad. Es la descripción precisa de las acciones u omisiones que son considerados como delito y a los que se asigna una pena o sanción.
- Antijuricidad. Es un atributo de un determinado comportamiento humano y que indica que esa conducta es contraria a las exigencias del ordenamiento jurídico.
- Culpabilidad. Es la acción que se caracteriza por la violación a un deber de ciudadano.
- Punibilidad. Es un término que se refiere a lo susceptible o merecedor de ser castigado.

Dados estos elementos, de forma tal que la falta de uno anula el siguiente paso, puede afirmar que se está ante la presencia de un delito.
Esta teoría no se ocupa de los elementos o requisitos específicos de un delito en particular (homicidio, robo, violación, etcétera), sino de los elementos o condiciones básicas y comunes a todos los delitos.

### Falta o contravención
Una falta, en Derecho penal, es una conducta antijurídica que pone en peligro algún bien jurídico protegible, pero que es considerado de menor gravedad y que, por tanto, no es tipificada como delito. El sistema de faltas o contravenciones ha dado origen a una sub rama del Derecho penal llamado Derecho contravencional o Derecho de faltas.[cita requerida]
Las faltas cumplen con todos los mismos requisitos que un delito (tipicidad, antijuridicidad y culpabilidad). La única diferencia es que la propia ley decide caracterizarla como falta, en lugar de hacerlo como delito, atendiendo a su menor gravedad. Esta característica permite que el sistema de faltas sea menos estricto en el uso de ciertas figuras penales como los «tipos abiertos», los delitos formales (sin dolo ni culpa), la validez de las actas de constatación, etcétera.
Dado que, por definición, la gravedad de una falta es menor a la de un delito, las penas que se imponen por las mismas suelen ser menos graves que las de los delitos, y se intenta evitar las penas privativas de libertad en favor de otras, como las penas pecuniarias o las de privaciones de derechos.
Uno de los casos característicos del sistema de faltas son las infracciones de tránsito.

## Principios limitadores del Derecho penal
Los principios limitadores del derecho penal son aquellas partes de la doctrina que le han impuesto barreras a la construcción del derecho penal, de tal forma que este no se salga de control y acabe con el estado de derecho. El objetivo de los principios es la reducción del poder punitivo de los estados.
Los principios son:
- Principio de proporcionalidad: conocido también como Principio de intervención mínima
- Principio de legalidad
  - Lex previa: Principio de irretroactividad
  - Lex scripta: Principio de escrituración
  - Lex stricta: Principio de la máxima taxatividad legal e interpretativa
- Principios pro derechos humanos
  - Lesividad
  - Humanidad
  - Trascendencia mínima
  - Doble punición

## Teoría de la reacción penal
La pena es el medio con que cuenta el Estado para reaccionar frente al delito, expresándose como la «restricción de derechos del responsable». Es «la pérdida o restricción de derechos personales, contemplada en la ley e impuesta por el órgano jurisdiccional, mediante un proceso, al individuo responsable de la comisión de un delito».
El orden jurídico prevé además las denominadas «medidas de seguridad» destinadas a enfrentar situaciones respecto de las cuales el uso de las penas no resulta suficiente o adecuado.
De este modo, podemos sostener que el Estado cuenta con dos clases de instrumentos; penas y medidas de seguridad.

### Pena
Desde la Antigüedad, se discuten acerca del fin de la pena, habiéndose desarrollado fundamentalmente tres concepciones, las que en sus más variadas combinaciones continúan hoy caracterizando la discusión.
- Teoría absoluta de la pena: Son aquellas que sostienen que la pena halla su justificación en sí misma, sin que pueda ser considerada como un medio para fines ulteriores. «Absoluta» porque en esta teoría el sentido de la pena es independiente de su efecto social;
- Teoría relativa de la pena: Las teorías preventivas renuncian a ofrecer fundamentos éticos a la pena, ella será entendida como un medio para la obtención de ulteriores objetivos, como un instrumento de motivación, un remedio para impedir el delito. Para explicar su utilidad, en relación a la prevención de la criminalidad, se busca apoyo científico;
- Teoría mixta de la pena o teoría de la unión: Sostiene que no es posible adoptar una fundamentación desde las formar teóricas antes mencionadas, y proponen teorías multidisciplinarias que suponen una combinación de fines preventivos y retributivos e intentan configurar un sistema que recoja los efectos más positivos de cada una de las concepciones previas.

Explicaciones generales
El objeto de estudiar las teorías de la pena es lograr determinar cuál es el significado del acto al que se llama castigo, qué sentido tiene tanto para quien padece el castigo (el condenado) como para quien lo impone (la sociedad, a través de los órganos correspondientes de justicia).[cita requerida]
Lo anterior genera dos preguntas: ¿por qué se pena y para qué se pena? Se ha tratado de responder de dos formas a estas preguntas:
Punitur quia peccatum est.
Castigar porque se ha pecado.
Las teorías absolutas responden en este sentido. Al autor se le castiga porque ha «pecado», esto es, por delito ejecutado, de manera que la pena no persigue finalidades ulteriores y se justifica a sí misma. Se puede presentar en dos criterios:
Teoría absoluta retribucionista.
La retribución significa que la pena debe ser equivalente al injusto culpable según el principio de la justicia distributiva. Lo que no tiene que ver con «venganza», sino con «medida», ya que el hecho cometido se convierte en fundamento y medida de la pena (esto se llama principio de proporcionalidad de la pena con el delito cometido), y esta ha de ajustarse, en su naturaleza y quantum a aquel. El principio retribucionista descansa sobre dos principios inmanentes: el reconocimiento de que existe la culpabilidad, que puede medirse y graduarse, y el que puedan armonizarse la gravedad de la culpa y la de la pena, de suerte que esta se experimenté como algo merecido por el individuo y por la comunidad.
Teoría absoluta expiatoria
Acá la imposición de la pena tiene un carácter moral. El sujeto sufre la pena para comprender el daño causado. Mediante la pena expía su culpabilidad.
Punitur, ut ne peccetur.
Castigar, para que no se peque.
Las teorías relativas, profundizan esta máxima, teniendo una sola corriente que es la preventiva. Para ellas la pena es un medio para obtener un fin que es la prevención del delito.
Criterio prevencionista
En la prevención se «mira hacia el futuro», ya que se centra en la peligrosidad del sujeto y la predisposición criminal latente de la generalidad de los sujetos. La pena sería un medio para prevenir delitos futuros. El delito entonces no es la causa, sino la ocasión de la pena. Tampoco es la medida de la pena, porque no se castiga con arreglo a lo que el delincuente «se merece», sino según lo que se necesite para evitar otros hechos criminales. El principio prevencionista descansa sobre tres «presupuestos inmanentes»: la posibilidad de enjuiciar en un juicio de pronóstico mínimamente seguro respecto a la conducta futura del sujeto; la de que la pena pueda incidir de tal manera en la peligrosidad diagnosticada que ciertamente produzca un efecto preventivo; que mediante la pena pueda lucharse eficazmente contra las inclinaciones y tendencias criminales.
El criterio de las teorías relativas prevencionistas tienen dos vertientes que a su vez se subdividen en dos posiciones cada una. La prevención general, la cual actúa solo sobre la comunidad, y la prevención especial las cuales recaen sobre el sujeto delincuente.
Análisis de las teorías
Teoría absoluta retribucionista:
La pena es el mal que se irroga a quien ha cometido un delito.
Formulación kantiana
Kant postula que el derecho de castigar es el derecho que tiene el soberano de afectar dolorosamente al súbdito por causa de una transgresión de la ley. La pena, en este sentido, no puede aplicarse nunca como un medio de procurar otro bien, ni aun a beneficio del culpable o de la sociedad (desecha las teorías relativas) sino que siempre debe aplicarse la pena contra el culpable por la sola razón de que ha delinquido. La pena sería un imperativo categórico de justicia. Pase lo que pase se debe imponer la pena a quien ha delinquido.
Formulación hegeliana
Hegel postula, dentro de su teoría dialéctica, lo siguiente:
Tesis: La norma, su vigencia y su respeto por todos.
Antítesis: El delito, la negación de la norma.
Síntesis: La pena, el único medio para restablecer el derecho por medio de la «negación de la negación de la norma».
Por ende, acá la retribución de la norma estaría justificada para mantener o preservar la vigencia del ordenamiento jurídico.
Teoría absoluta expiatoria
Juegan con que la pena sería una forma no de castigar sino de que el sujeto comprendiese lo incorrecto de su actuar y que por medio de la misma lograre redimirse. De hecho expone que la pena la debe sentir el delincuente como un sentimiento de culpa, pero pareciera obvio que con la pena esto no ocurre.
Teorías relativas de la penaPrevención general:
Estas teorías ven la pena como un medio ejemplar para afectar a la sociedad en general, vale decir, la pena que se le impone al sujeto infractor de la norma tiene como finalidad influir en la sociedad.
Se ejemplariza al sujeto, se le utiliza como medio.
Esta teoría a su vez tiene dos manifestaciones:
- Teoría relativa de la pena: prevención general: positiva

Señala que la pena es una forma de reforzar los valores de la sociedad o por lo menos reforzar la vigencia del ordenamiento jurídico.
En este sentido, la pena vendría a ser un medio para reforzar la validez del ordenamiento jurídico. Se impone la pena a infractor de la norma, para hacer ver al resto de la sociedad que existe el derecho, que no queda impune su quebrantamiento y, finalmente, que se protegen ciertos «valores» o «estados» que la sociedad en conjunto considera importantes.
- Teoría relativa de la pena: Prevención General: negativa

Postula que la pena es un medio con el cual intimidar a la sociedad para prevenir la comisión de futuros delitos. La pena vendría a ser ejemplificadora para el resto de la sociedad.
Teorías relativas de la penaPrevención especial:
Estas teorías recaen sobre el sujeto delincuente, la pena es un medio para intervenir en la vida del infractor de la norma. Esta intervención se justifica como forma de prevenir futuros delitos, para tratar de reducir la peligrosidad del sujeto. Es independiente de la sociedad.
Y posee a su vez dos manifestaciones:
- Teoría relativa de la pena: prevención especial: positiva

Se plantea la pena como una forma, un medio, para resociabilizar al sujeto infractor. La comisión de un delito y por ende la aplicación de la pena justificaría al estado para intervenir en la vida del sujeto con programas de escolaridad, trabajos forzados, psicológicos, etcétera. Con el fin de «corregir» o bien «sanar» al sujeto. Por ende la pena sería indeterminada hasta el punto de que solo se otorgaría la libertad cuando el sujeto estuviese «corregido».
- Teoría relativa de la pena: prevención especial: negativa

Se plantea lisa y llanamente como la neutralización del delincuente. La pena debe ser un medio para «sacar de circulación» al delincuente.

### Las medidas de seguridad
Las medidas de seguridad atienden a la peligrosidad del sujeto (prevención especial): El sujeto que comete un injusto (hecho típico y antijurídico) pero no puede ser culpado por un defecto en su culpabilidad (teoría del delito) es susceptible de recibir una medida de seguridad para evitar nuevos injustos.[cita requerida]
Por su función, se pueden agrupar en:
- Medidas terapéuticas: Buscan la curación.
- Medidas educativas: reeducación.
- Medidas asegurativas: Inoculización y resocialización.[cita requerida]

## Etapas de desarrollo del delito
El iter criminis se refiere al grado de desarrollo en que se puede hallar un delito en un momento dado. Generalmente se mide al tiempo de que el delito o sus perpetradores son descubiertos o apresados.
Las legislaciones suelen variar en cuanto a la calificación de los delitos en cuanto a su desarrollo, pero en general se conocen tres estados:[cita requerida]
- Consumación: cuando el delito se ha realizado y producido sus efectos, queridos o no por el agente. La consumación puede ser parcial o total si se han dado todos o algunos de los objetivos delictivos.
- Frustración: cuando el delito ha empezado a ejecutarse y no se consuma por hechos que son ajenos a la voluntad de los realizadores del ilícito.
- Tentativa: cuando el delito se empieza a ejecutar, pero el agente no realiza todos los actos necesarios para configurar una hipótesis de consumación o frustración.

Existen también otras etapas que son anteriores al inicio de la ejecución de un delito, como la proposición (acto de querer convencer a otro a delinquir) y la conspiración (acuerdo entre dos personas para cometer un delito).[cita requerida]

## Defensa penal
El derecho penal es especialista en casos relacionados con el funcionamiento de los servicios públicos, mantener el orden público, la seguridad jurídica y devolver labores como el bienestar, la educación y la economía a la población, fundamentales en la organización social y el ordenamiento jurídico de un país. El derecho penal actúa en casos de narcotráfico, estafa, blanqueo de capitales, injurias, calumnias, lesiones graves, homicidios, en delitos de cualquier tipo, para conseguir indultos o extradiciones.[cita requerida]

## Participación criminal
La descripción de los hechos típicos supone siempre la presencia de un sujeto activo. Este sujeto activo es el que ejecuta o realiza la acción descrita, o provoca el resultado señalado en el precepto respectivo. A veces, sin embargo, la ley señala la intervención,
dentro de la misma descripción típica, de más de una persona. Esto significa que puede haber varios copartícipes y puede ocurrir que no siempre sean coincidentes las actuaciones de uno y
otro, ya sea en el plano objetivo o subjetivo.[cita requerida]
Al respecto, se han formulado diversos principios. Por ejemplo, en el sistema penal chileno para la solución del problema de la codelincuencia se sigue el principio de la voluntariedad, es decir, se utiliza el criterio subjetivo.[cita requerida]
Es la voluntad de la persona, que quiere hacer suyo el hecho pese a no haber realizado la acción típica, la que determina la forma de participación.[cita requerida]
Debe señalarse que existen principios generales que gobiernan el funcionamiento de las disposiciones sobre participación. Téngase presente, en consecuencia, que estas reglas se aplicarán:
- Cuando intervengan dos o más personas en concurso con el autor de un delito, es decir, un mínimo de tres personas.
- Cuando, además, la ley, en la parte especial, no haya señalado expresamente el régimen de penalidad de cada una de ellas.[cita requerida]